# Benjamin Widom
Benjamin Widom (* 13. Oktober 1927 in Newark, New Jersey; † 23. Januar 2025 in Ithaca, New York) war ein US-amerikanischer Chemiker und Physiker, der sich mit statistischer Mechanik und physikalischer Chemie beschäftigte.

## Leben und Wirken
Widom besuchte die Stuyvesant High School in New York und studierte danach Chemie und Physik (unter anderem bei Hans Bethe, Mark Kac und Philip Morrison) an der Columbia University (Bachelor-Abschluss 1949) und an der Cornell University, wo er 1953 bei Simon Bauer promoviert wurde mit einer Arbeit über die Übertragung von Schwingungsenergie bei Molekülstößen in Gasen. Nach einem Post-Doc Aufenthalt bei Oscar K. Rice (1903–1978) ab 1952 an der University of North Carolina at Chapel Hill, wo er sich schon mit Phasenübergängen beschäftigte, wurde er 1954 Instructor, 1955 Assistant Professor und 1963 Professor für Chemie an der Cornell University, wo er heute die Goldwin Smith Professur hat. 1978 bis 1981 war er Vorsitzender der Chemie-Fakultät in Cornell.
Widom ist vor allem bekannt für seine Entdeckung des Skalierungsverhaltens und von Relationen zwischen den kritischen Exponenten von Phasenübergängen z. B. von Flüssigkeiten nahe den kritischen Punkten in den 1960er Jahren, später umfassend beschrieben in der Renormierungsgruppen-Theorie von Kenneth Wilson. Er untersuchte auch Phasengleichgewichte und das Verhalten an Phasengrenzen (wie Oberflächenspannung, Kapillarität).
Widom erhielt 1986 den Dickson Prize in Science, 1998 die Boltzmann-Medaille, den Boris Pregel Award der New York Academy of Sciences, den Langmuir und den Joel Henry Hildebrand Award der American Chemical Society, die Onsager Medaille der Universität Trondheim, die Bakhus Roozeboom Medaille der Niederländischen Akademie der Wissenschaften. Er war ab 1974 Mitglied der National Academy of Sciences der USA, ab 1979 der American Academy of Arts and Sciences und ab 1993 der American Philosophical Society. Er war Ehrendoktor der Universität Chicago und der Universität Utrecht.
Sein Bruder Harold Widom war Mathematik-Professor an der University of California in Santa Cruz. Sein Sohn Michael Widom ist Professor für Physik an der Carnegie Mellon University.

## Schriften
- Surface Tension and Molecular Correlations near the Critical Point, J. Chem. Phys. 43 (1965) 3892–3897, doi:10.1063/1.1696617
- Equation of State in the Neighborhood of the Critical Point, J. Chem. Phys. 43 (1965) 3898–3905, doi:10.1063/1.1696618
- Statistical mechanics - a concise introduction for chemists, Cambridge University Press 2002 ISBN 978-0521009669
- mit John Shipley Rowlinson: Molecular theory of capillarity, Oxford, Clarendon Press 1989